# Đại học Quốc dân Hàn Quốc
Đại học Quốc dân Hàn Quốc hay Đại học Kookmin (hangul: 국민대학교, hanja: 國民大學敎,  Hán-Việt: Quốc dân đại học hiệu) là một trường đại học nằm ở Seongbuk-gu, Seoul, Hàn Quốc.
Các cựu sinh viên nổi tiếng có Tổng giám đốc điều hành HITE Yoon Jong-Woong, phát thanh viên của MBC Son Seok-Hee, ca sĩ nhạc pop Lee Hyo-Ri, diễn viên Ahn Hyo-Seop.
Các thành viên của chính phủ lưu vong (Chính phủ lâm thời Thượng Hải) dưới thời cai trị của Nhật Bản đã thành lập Đại học Quốc dân để đào tạo các lãnh đạo để tái thiết đất nước.  
Haikong Shin Ik-Hee, người sau này trở thành chủ tịch Quốc hội Hàn Quốc là chủ tịch và hiệu trưởng của trường đại học này.
Hiện nay, trường đại học này được xem là một trong 20 trường hàng đầu của Hàn Quốc, có 20.000 sinh viên và 400 giảng viên.